# الوزير الأول في الصحراء الغربية
الوزير الأول هو أعلى منصب في حكومة الجمهورية العربية الصحراوية الديمقراطية، وهو يعيّن من طرف رئيس الجمهورية العربية الصحراوية الديمقراطية مع الوزراء الآخرين وأعضاء الحكومة التي يرأسها رئيس الحكومة الجديد. يشغل منصب رئيس الوزراء بشرايا حمودي بيون منذ 13 يناير 2020.

## رؤساء الوزراء (1976–الآن)
| #   | الصورة                | الاسم (الميلاد–الوفاة)           | استلم المنصب   | ترك المنصب     | المدة             | الحزب     | مرجع |
| --- | --------------------- | -------------------------------- | -------------- | -------------- | ----------------- | --------- | ---- |
| 1   | محمد الأمين ولد أحمد  | محمد الأمين ولد أحمد             | 27 فبراير 1976 | 4 نوفمبر 1982  | 6 سنوات و244 أيام | Polisario | —    |
| 2   | محفوظ علي بيبة        | محفوظ علي بيبة                   | 4 نوفمبر 1982  | 18 ديسمبر 1985 | 3 سنوات و44 أيام  | Polisario | —    |
| (1) | محمد الأمين ولد أحمد  | محمد الأمين ولد أحمد             | 18 ديسمبر 1985 | 16 أغسطس 1988  | 2 سنوات و242 أيام | Polisario | —    |
| (2) | محفوظ علي بيبة        | محفوظ علي بيبة                   | 16 أغسطس 1988  | 18 سبتمبر 1993 | 5 سنوات و33 أيام  | Polisario | —    |
| 3   | بشرايا حمودي بيون     | بشرايا حمودي بيون                | 18 سبتمبر 1993 | 8 سبتمبر 1995  | 1 سنة و354 أيام   | Polisario | —    |
| (2) | محفوظ علي بيبة        | محفوظ علي بيبة                   | 8 سبتمبر 1995  | 10 فبراير 1999 | 3 سنوات و155 أيام | Polisario | —    |
| (3) | بشرايا حمودي بيون     | بشرايا حمودي بيون                | 10 فبراير 1999 | 29 أكتوبر 2003 | 4 سنوات و261 أيام | Polisario | —    |
| 4   | عبد القادر الطالب عمر | عبد القادر الطالب عمر (ولد 1951) | 29 أكتوبر 2003 | 4 فبراير 2018  | 14 سنوات و98 أيام | Polisario | —    |
| 5   | محمد والي أكيك        | محمد والي أكيك (ولد 1950)        | 4 فبراير 2018  | 13 يناير 2020  | 1 سنة و343 أيام   | Polisario | —    |
| (3) | بشرايا حمودي بيون     | بشرايا حمودي بيون (ولد 1954)     | 13 يناير 2020  | Incumbent      | 5 سنوات و68 أيام  | Polisario | —    |